# مسجد اسمي خان الجامع
مسجد اسمي خان الجامع (بالتتارية: İsmi Han Cami)‏: هو مسجد متهدم يعود تاريخه إلى القرنين السابع عشر والثامن عشر في باغجه سراي، القرم. يوحي الديكور بالتأثيرات الأوروبية (الباروكية أو الكلاسيكية). تم بناؤه من قبل خان غير معروف من خانية القرم.